# اتاق‌خواب‌ها
اتاق‌خواب‌ها (ایتالیایی: Camere da letto) یک فیلم کمدی رمانتیک ایتالیایی به کارگردانی سیمونا ایتسو است که در سال ۱۹۹۷ منتشر شد.

## بازیگران
- دیگو آباتانتوئونو
- ماریا گراتزیا کوچینوتا
- ریکی توناتسی
- سیمونا ایتسو
- ایزا بلینی
- جُبّـه کوواتا
- فرانچسکو وندیتی